# Vitzilopocstli
Vitzilopocstli (elterjedt spanyolos névírással Huitzilopochtli, a Déli Kolibri) az azték mitológia főistene, a háború és a nap istene és Tenochtitlan (ma Mexikóváros) város védelmezője, Koatlikve fia. Teljes fegyverzetben pattant elő anyja méhéből, hogy megvédje, amikor rátámadtak utódai. Megölte többüket (egyebek közt testvérét, Kojolsaukit is), mígnem megfutamította a támadókat.
Felkelő napként állandóan újjászületett; a főpiramison található temploma előtt áldozták fel a hadifoglyokat. Szobrát fából faragták ki. Többnyire kék padon ülő férfialaknak ábrázolták. A pad egyben hordszék is volt, amelynek minden sarkából egy-egy kígyófejben végződő rúd nyúlt ki. A szobor homloka és a rajta lévő szalag is kék volt, az ég kékjét jelképezve. Fején nagy arany csőr volt, amelyre zöld pávatollakat erősítettek. A zöld lepelbe burkolt bálvány bal kezében tollal ékesített pajzsot, négy nyilat tartott. Rémisztő, eltorzult arccal ábrázolták; testére kígyók tekeredtek.
Neki áldozták a legtöbb embert; őt illette az áldozatok szíve, vére. Az áldozatok szívét a papok a még élő áldozat mellkasából obszidiánkéssel vágták ki (Hernán Cortés spanyol konkvisztádor 1519-es, az Azték Birodalmat megdöntő expedíciójának több katonája is így végezte). Mondáik szerint érte teremtették az első 400 embert, hogy táplálékai legyenek. Ünnepei májusban, július végén és a téli napéjegyenlőség idején voltak.
Ünnepén a lányoknak tésztából el kellett készíteniük az isten alakját. Ez nem volt egyszerű dolog, mert akkorára kellett gyúrni, mint amekkora a szentélyben ülő istenszobor volt. A tésztaszobrot hordszéken vitték a szentély elé, majd átadták a fiúknak, akik aztán körbe-körbe hurcolták. Az áldozati szertartás (véráldozat) után az igazán nagy megtiszteltetés az volt, ha valaki ehetett a tészta-istenszoborból (ezt általában csak a papok és a betegek tehették meg).
Eredetileg alighanem egy korai azték vezér volt, aki később egyre legendásabb személyiséggé vált.